# みんなの科学
『みんなの科学』（みんなのかがく）は、1957年11月4日から1961年4月3日までNHKテレビ（後のNHK総合テレビ）で、1963年4月7日から1980年3月28日までNHK教育テレビで放送された科学をテーマにしたテレビ番組である。主に中高生をターゲットにした。

## 概要
曜日によって物理学・生物学あるいは技術史・科学トピックスなどのテーマに分かれていた。人類学の放送テーマの日には、自然人類学のみならず文化人類学的なテーマを扱う事もあった。
他の曜日はその曜日のテーマの最先端の分野に取り組んでいる現役の研究者をスタジオに招き、アナウンサーとの対談にVTRによる録画映像を交えながら、研究の内容を紹介した。
1967年に科学放送振興協会の「科学放送賞」を受賞。
『みんなの科学』放送当時のNHKの科学番組のラインナップは、成人向けの『科学時代』→『あすをひらく』→『あすへの記録』→『科学ドキュメント』、小学生向けの『四つの目』→『レンズはさぐる』が、「みんなの科学」と補完しあう形であった。しかし、「みんなの科学」放送終了に先立つ1978年、『レンズはさぐる』の後継番組としてスタートした『ウルトラアイ』は、生活科学番組としての色彩を濃くして中学生、高校生、さらには主婦層を中心とした成人も視聴者層に取り込んでいき、その後のNHKの科学番組の主流の系譜を形作っていった。
『みんなの科学』が放送終了した1980年代以降、2010年代現在までの青少年向け科学番組は、コンピュータグラフィックスなど進んだ映像技術と豪華な演出によって青少年の関心を科学へ向けようとするものが主流になっている。しかし、先端の研究者の肉声を対談方式でお茶の間に届けたり、中学生、高校生でも家庭や学校の部活動で手が届きそうな高度な実験の手順を詳細に紹介するといった、『みんなの科学』の硬派の直球勝負の制作姿勢は、科学少年に対して手の届くところに科学があるという実感を、生々しく与えるものであった。

## 基礎情報
第1期・NHKテレビ→NHK総合テレビ時代
- 放送期間
  - 1957年11月4日 - 1961年4月3日
- 放送時間
  - 月曜日 18:40 - 19:00 （1957年11月 - 1959年3月）
  - 月曜日 18:35 - 18:55 （1959年4月 - 1960年3月）
  - 木曜日 18:30 - 18:50 （1960年4月 - 1961年4月）

第2期・NHK教育テレビ・週1回時代
- 放送期間
  - 1963年4月7日 - 1965年4月3日
- 放送時間
  - 日曜日 18:30 - 19:00 （1963年4月 - 1964年3月）
  - 土曜日 19:30 - 20:00 （1964年4月 - 1965年4月）

第3期・NHK教育テレビ・帯番組時代
- 放送期間
  - 1965年4月5日 - 1980年3月28日
- 放送時間
  - 月曜日 - 金曜日 17:30 - 18:00
  - 月曜日 - 金曜日 12:30 - 13:00 （再放送）
- 統一タイトル"みんなの科学"のもとで、科学史の解説、スタジオの生徒グループによるディベート、短編科学映画などの、曜日によってそれぞれことなるフォーマットの番組が放送されていた

## 主題曲
- 作曲：林光

## 関連番組
| NHK総合テレビ    | NHK総合テレビ  | 開始年月   | NHK教育テレビ        | NHK教育テレビ        |
| ---------------- | -------------- | ---------- | -------------------- | -------------------- |
| 科学のアンテナ   | 科学のアンテナ | 1955年04月 | ※開局前              | ※開局前              |
| 科学の窓         | 科学の窓       | 1956年06月 | ※開局前              | ※開局前              |
| 茶の間の科学     | 茶の間の科学   | 1956年11月 | ※開局前              | ※開局前              |
| 科学実験室       | 科学実験室     | 1957年04月 | ※開局前              | ※開局前              |
| みんなの科学     | みんなの科学   | 1957年11月 | ※開局前              | ※開局前              |
| みんなの科学     | みんなの科学   | 1959年01月 | 動物ものがたり       | くらしの科学         |
| みんなの科学     | みんなの科学   | 1959年07月 | テレビ昆虫記         | くらしの科学         |
| みんなの科学     | みんなの科学   | 1960年01月 | テレビ科学館         | くらしの科学         |
| みんなの科学     | みんなの科学   | 1960年04月 | テレビ科学館         | -                    |
| みんなの科学     | 茶の間の科学   | 1960年09月 | テレビ科学館         | -                    |
| 科学時代         | 茶の間の科学   | 1961年04月 | テレビ実験室         | -                    |
| 科学時代         | 茶の間の科学   | 1962年04月 | テレビ実験室         | くらしの科学         |
| 科学時代         | 茶の間の科学   | 1963年04月 | テレビ実験室         | みんなの科学         |
| 科学時代         | 茶の間の科学   | 1965年04月 | みんなの科学         | みんなの科学         |
| 科学時代         | 四つの目       | 1966年04月 | みんなの科学         | みんなの科学         |
| あすをひらく     | 四つの目       | 1967年04月 | みんなの科学         | みんなの科学         |
| あすへの記録     | 四つの目       | 1971年04月 | みんなの科学         | みんなの科学         |
| あすへの記録     | レンズはさぐる | 1972年04月 | みんなの科学         | みんなの科学         |
| 科学ドキュメント | ウルトラアイ   | 1978年04月 | みんなの科学         | みんなの科学         |
| 科学ドキュメント | ウルトラアイ   | 1980年04月 | ジュニア文化シリーズ | ジュニア文化シリーズ |

科学のアンテナ
- 放送期間：1955年4月15日 - 1956年6月1日
- 放送時間：金曜日18:30 - 18:50

科学の窓
- 放送期間：1956年6月6日 - 1956年10月31日
- 放送時間：水曜日18:30 - 18:50

科学実験室
- 放送期間：1957年4月12日 - 1957年10月31日
- 放送時間：金曜日18:40 - 19:00

## 関連文献
- 日本放送協会 編『NHKたのしい実験室 1』日本放送出版協会、1972年2月25日。NDLJP:12159251。